# Metropolia di Penza

Localizzazione dell'oblast' di Penza.

La metropolia di Penza (in russo Пензенская митрополия?) è una delle province ecclesiastiche che costituiscono la Chiesa ortodossa russa.
Istituita dal Santo Sinodo il 26 luglio 2012, comprende l'intera oblast' di Penza nel circondario federale del Volga.
È costituita da 3 eparchie:
- Eparchia di Penza
- Eparchia di Kuzneck
- Eparchia di Serdobsk

Sede della metropolia è la città di Penza, il cui eparca ha il titolo di "Metropolita di Penza e Nižnij Lomov".